# Campiglio di Cireglio
Campiglio di Cireglio ist ein Ortsteil (Fraktion, italienisch frazione) der Provinzstadt Pistoia in der Region Toskana.

## Geografie
Campiglio di Cireglio, meist nur Campiglio genannt, ist ein kleines Bergdorf in einem Waldgebiet und liegt rund zwei Kilometer nordwestlich vom Zentrum der Stadt Pistoia nahe der Via Modenese (Regionalstraße SR 66) nach Modena. Der Ort liegt bei 331 m und hat ca. 135 Einwohner. Der namenszusatzgebende Ort Cireglio liegt bei 612 m, hat ca. 700 Einwohner und liegt ca. 1 km nördlich. Wenige Meter südlich des Ortes fließt der Torrente Vincio (Vincio di Brandeglio), ein rechter Zufluss des Ombrone Pistoiese.

## Geschichte
Erstmals erwähnt wird der Ort 1040 im Zusammenhang mit der Pieve San Pancrazio a Brandeglio im heutigen Cireglio. Eine weitere Erwähnung fand der Ort 1067 in Dokumenten des Bischofs von Pistoia, Leo (1067–1085 im Amt). Im 13. Jahrhundert war der Ort als Campillium de Brandellio bekannt. Bis 1877 gehörte der Ort zur Gemeinde Porta al Borgo und wurde dann zu Pistoia eingemeindet.

## Sehenswürdigkeiten
- Chiesa di San Pietro a Campiglio, Kirche im Bistum Pistoia, die bereits im 13. Jahrhundert als Ecclesia Sancti Petri de Campiglio dokumentiert wurde[4] und der Pieve di Brandeglio (heute Chiesa dei Santi Maria e Pancrazio a Cireglio) unterstand. Ab 1681 wurden Umgestaltungen an der Kirche vorgenommen.[3]

## Besonderheiten
In diesem Ort wurde Francesco Arcangeli geboren, der als der Mörder des sehr bedeutenden Archäologen Johann Joachim Winckelmann gilt.